# 释来果
释来果（1881年—1953年），俗姓劉，法名妙树，字来果，号净如，湖北黄冈县人，禅宗临济宗高僧，弟子有释本焕。

## 生平
1881年，刘永理出生在湖北省黄冈县。
1904年，24岁的刘永理在宝华山出家为僧，法名“妙树”，字“来果”，号“净如”，后来他参拜普陀山、金山寺（今江天禅寺），并且在终南山韩湘子洞悟禅，并且担任扬州高旻寺住持大师。
释来果生前弘法悟禅，立下誓言“生为高旻人，死为高旻鬼”。
1953年，释来果在上海市圆寂。

## 著作
- 《来果禅师语录》
- 《来果禅师自行录》
- 《来果禅师开示录》